# Globocalynda cyrtocnemis
Globocalynda cyrtocnemis is een wandelende tak uit de familie Diapheromeridae. De wetenschappelijke naam van deze soort is voor het eerst voorgesteld door Henry Walter Bates in een publicatie uit 1865.
De soort komt voor in Brazilië.